# Arrondissement del dipartimento del Cantal

I tre arrondissement del Cantal nella regione Alvernia-Rodano-Alpi, dopo il 2017

Gli arrondissement del dipartimento del Cantal, nella regione francese dell'Alvernia-Rodano-Alpi, sono tre: Aurillac (capoluogo Aurillac), Mauriac (Mauriac)  e Saint-Flour (Saint-Flour).

## Composizione

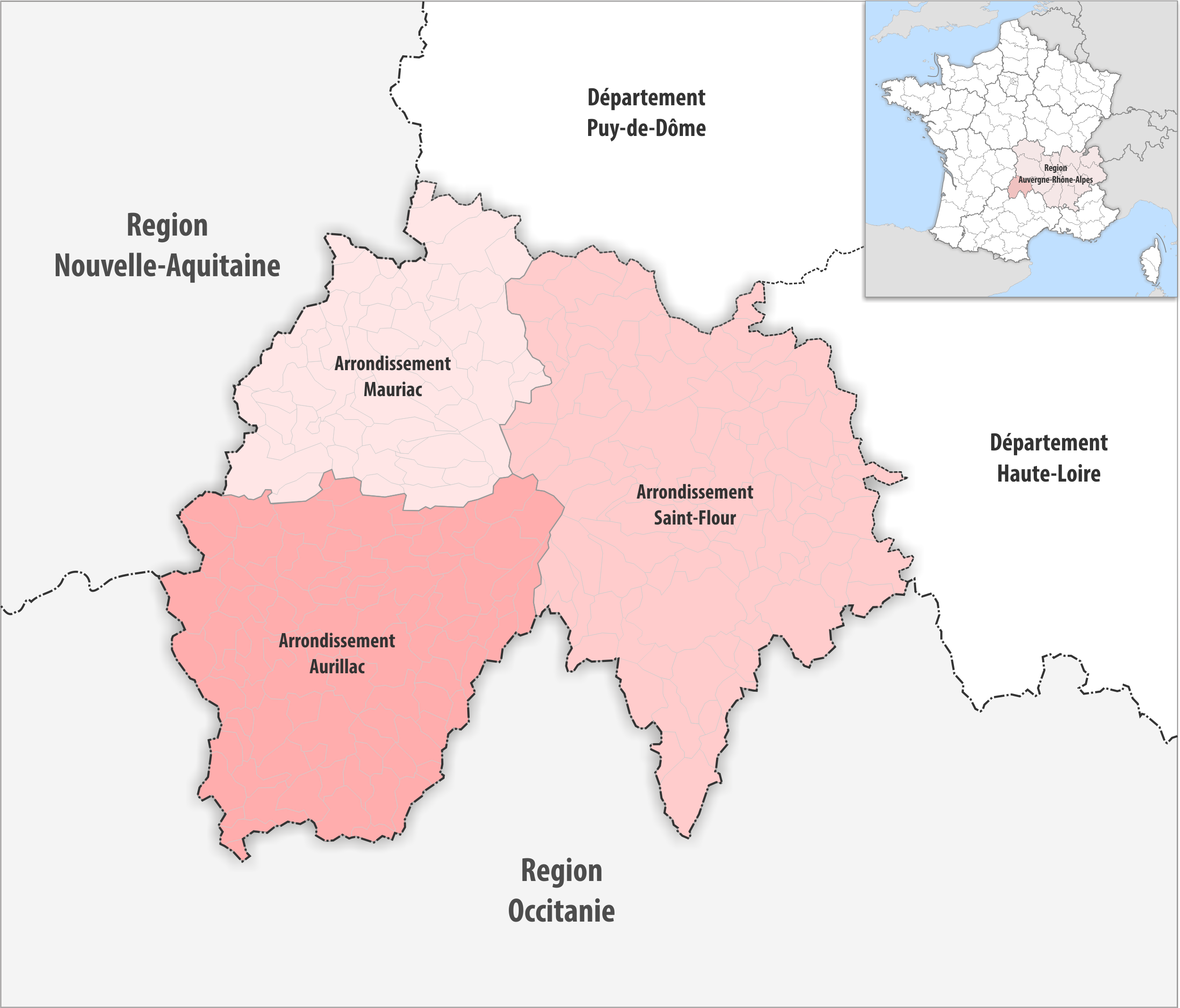
Mappa degli arrondissement del dipartimento del Cantal

| Nome                          | Codice INSEE | N° di comuni | Superficie km2 | Popolazione | Densità (abitanti/km2) |
| ----------------------------- | ------------ | ------------ | -------------- | ----------- | ---------------------- |
| Arrondissement di Aurillac    | 151          | 93           | 1 936,9        | 81 883      | 42                     |
| Arrondissement di Mauriac     | 152          | 55           | 1 278,5        | 25 531      | 20                     |
| Arrondissement di Saint-Flour | 153          | 98           | 2 510,6        | 37 351      | 15                     |
| Dipartimento del Cantal       | 15           | 246          | 5 726,0        | 144 765     | 25                     |

## Storia
- 1790: istituzione del dipartimento del Cantal con quattro distretti: Aurillac, Mauriac, Murat e Saint-Flour.
- 1800: istituzione degli arrondissement di: Aurillac, Murat e Saint-Flour.
- 1926: soppressione dell'arrondissement di Murat.[5][6]